# フォシエ
フォシエ（Fossier）は、フランスの製菓会社である。

## 概要
1756年にマルヌ県ランスで創業したフランス最古のビスケットメーカーである。1775年にルイ16世の戴冠式で献上されたビスケットとして有名になり、2006年にはフランス政府からEPV（無形文化財企業ラベル）に認定。

## 主な商品
- シャンパンサブレ：シャンパンを練り込んで焼き上げたサブレ[4]。
- ガレット
- ピンクビスケット（ビスキュイロゼ）：シャンパーニュの伝統技法で焼いたピンク色のビスケット[5][6]。
- ピンクビスケット＆ダークチョコ